# Dmitrij Sjabanov
Dmitrij Aleksejevitj Sjabanov (ryska: Дмитрий Алексеевич Шабанов), född den 19 juli 1964 i Moskva, är en rysk seglare.
Han tog OS-silver i soling i samband med de olympiska seglingstävlingarna 1996 i Atlanta.